# Zygmunt Kawecki (inżynier)
Zygmunt Kawecki (ur. 11 kwietnia 1919 w Wieliczce, zm. 10 listopada 2003 w Krakowie) – inżynier, profesor Akademii Górniczo-Hutniczej w Krakowie, dyrektor Instytutu Maszyn Górniczych, Przeróbczych i Automatyki, podczas II wojny światowej żołnierz Armii Krajowej.

## Życiorys
Urodził się w rodzinie Franciszka (1880–1942), absolwenta Akademii Górniczej w Leoben, kierownika warzelni w kopalni soli w Wieliczce, i Heleny z Serafińskich (1891–1968). Po ukończeniu szkoły powszechnej i Gimnazjum im. Jana Matejki odbywał służbę wojskową w Szkole Podchorążych Saperów w Modlinie. W kampanii wrześniowej, w stopniu plutonowego-podchorążego, otrzymał przydział mobilizacyjny do batalionu saperów w Przemyślu. 4 września został poważnie ranny podczas bombardowania pociągu z transportem wojska w Trzcianie k. Rzeszowa. Podczas okupacji hitlerowskiej związał się ze Związkiem Walki Zbrojnej i Armią Krajową. Miał pseudonim „Mars”. Do 1943 roku był dowódcą plutonu w Wieliczce, następnie miejscowego plutonu Kedywu, a od marca 1944 roku inspektorem dywersyjnym Kedywu w obwodzie miechowskim. Brał udział w licznych akcjach dywersyjnych, między innymi nieudanej próbie wysadzenia pociągu wiozącego Hansa Franka w nocy z 29 na 30 stycznia 1944 roku, wysadzeniu pociągu ewakuacyjnego pod Kasiną Wielką, likwidacji dowódcy Stützpunktu w Dalewicach. Podczas akcji „Burza” uczestniczył, w składzie Samodzielnego batalionu partyzanckiego „Skała”, w walkach pod Moczydłem, Krzeszówką, Zarszynem, Sadkami i Złotym Potokiem. Wojnę zakończył w stopniu podporucznika.
Po zakończeniu wojny podjął studia na Akademii Górniczo-Hutniczej. Współuczestniczył w pracach profesorów Ludgera Szklarskiego i Mieczysława Jeżewskiego nad konstrukcją defektoskopu magnetycznego lin stalowych, wykorzystywanego następnie przy badaniach trwałości lin nośnych kolei linowej na Kasprowy Wierch. Doświadczenia te znalazły później zastosowanie przy kontroli bezpieczeństwa lin w kopalniach. W 1959 roku Zygmunt Kawecki obronił na AGH pracę doktorską Zagadnienia teoretyczne i praktyczne związane z elektromagnetyczną defektoskopią lin stalowych, dwa lata później habilitował się na podstawie pracy Zagadnienia poprawy ekonomiki transportu szybowego kopalń przez zastosowanie wyciągów jednonaczyniowych w nowym układzie. Wraz z profesorem Juliuszem Stachurskim był współautorem pionierskiej pracy Defektoskopia magnetyczna lin stalowych (1969), tłumaczonej na języki rosyjski i angielski. Dwukrotnie był prodziekanem Wydziału Maszyn Górniczych i Hutniczych AGH. W 1967 roku został mianowany profesorem nadzwyczajnym, zaś pięć lat później objął funkcję dyrektora Instytutu Maszyn Górniczych, Przeróbczych i Automatyki, którą pełnił do przejścia na emeryturę w 1982 roku. W 1974 roku otrzymał tytuł profesora zwyczajnego.
Był autorem lub współautorem 43 patentów, 193 publikacji oraz kilkuset innych opracowań. Należał do Sekcji Mechanizacji Górnictwa Komitetu Górnictwa Polskiej Akademii Nauk. W 1993 roku otrzymał doktorat honorowy Akademii Górniczo-Hutniczej. Był członkiem Komitetu Naukowo-Programowego „Zeszytów Naukowo-Technicznych Katedry Transportu Linowego AGH”. Był także współtwórcą i w latach 1995–2001 prezesem Konwentu Seniorów AGH. 
2 lipca 1990 roku został wybrany przewodniczącym Zarządu Okręgu Krakowskiego Światowego Związku Żołnierzy AK. 26 marca 1993 roku został awansowany na stopień majora.
Był mężem Janiny z Dziewońskich (1922–2012).
Zmarł w Krakowie, pochowany na cmentarzu komunalnym w Wieliczce (kwatera IV-9-7).

## Ordery i odznaczenia
- Krzyż Komandorskim z Gwiazdą Orderu Odrodzenia Polski (1999)
- Krzyż Komandorski Orderu Odrodzenia Polski (1982)
- Krzyż Srebrny Orderu Virtuti Militari
- Krzyż Oficerski Orderu Odrodzenia Polski (1976)
- Krzyż Kawalerski Orderu Odrodzenia Polski (1972)
- Krzyż Walecznych (dwukrotnie)
- Złoty Krzyż Zasługi (1956)
- Srebrny Krzyż Zasługi z Mieczami
- Krzyż Partyzancki
- Brązowy Krzyż Zasługi (1948)
- Krzyż Armii Krajowej
- Medal Komisji Edukacji Narodowej (1996)
- Odznaka tytułu honorowego „Zasłużony Nauczyciel PRL”
- Złota Odznaka „Za Pracę Społeczną dla miasta Krakowa” (1969)[4]

Źródło:.